# Светлопольский сельский округ
Светлопольский сельский округ (каз. Светлополь ауылдық округі) — административная единица в составе Кызылжарского района Северо-Казахстанской области Казахстана. Административный центр — село Знаменское. Аким сельского округа — Жакаева Маркаба Закрияновна.
Население — 1624 человека (2009, 2201 в 1999, 2775 в 1989).

## Образование
В сельском округе работает 1 (одна) школа - средняя школа в селе Знаменское с  пришкольным интернатом, 1 мини-центр.

## Здравоохранение
В округе функционирует врачебная амбулатория, 3 медицинских пункта. Действует дневной стационар на 4 койки. Имеется аптечный пункт в селе Знаменское.

## Транспорт и связь
Функционирует сотовая связь «Beeline KZ», «Kcell/activ», «Tele2»/Altel». Функционирует отделение почтовой связи в селе Знаменское.
Налажено автобусное сообщение с областным центром: «Петропавловск — Камышлово», «Петропавловск -Новогеоргиевка».

## Состав
Из состава сельского округа было передано в состав Рощинского сельского округа село Белое. Село Крутое ликвидировано в 1998 году, 21 июня 2019 года было ликвидировано село Янцено.
В состав округа входят такие населенные пункты:
| Населенный пункт     | Население, человек (1989) | Население, человек (1999) | Население, человек (2009) |
| -------------------- | ------------------------- | ------------------------- | ------------------------- |
| Байсал, село         | 545                       | 394                       | 210                       |
| Знаменское, село     | 1303                      | 1053                      | 948                       |
| Крутое, село         | 24                        | -                         | -                         |
| Метлишино, село      | 371                       | 366                       | 247                       |
| Новоникольское, село | 405                       | 331                       | 213                       |
| Янцено, село         | 127                       | 57                        | 6                         |